# Parc national naturel de Tayrona

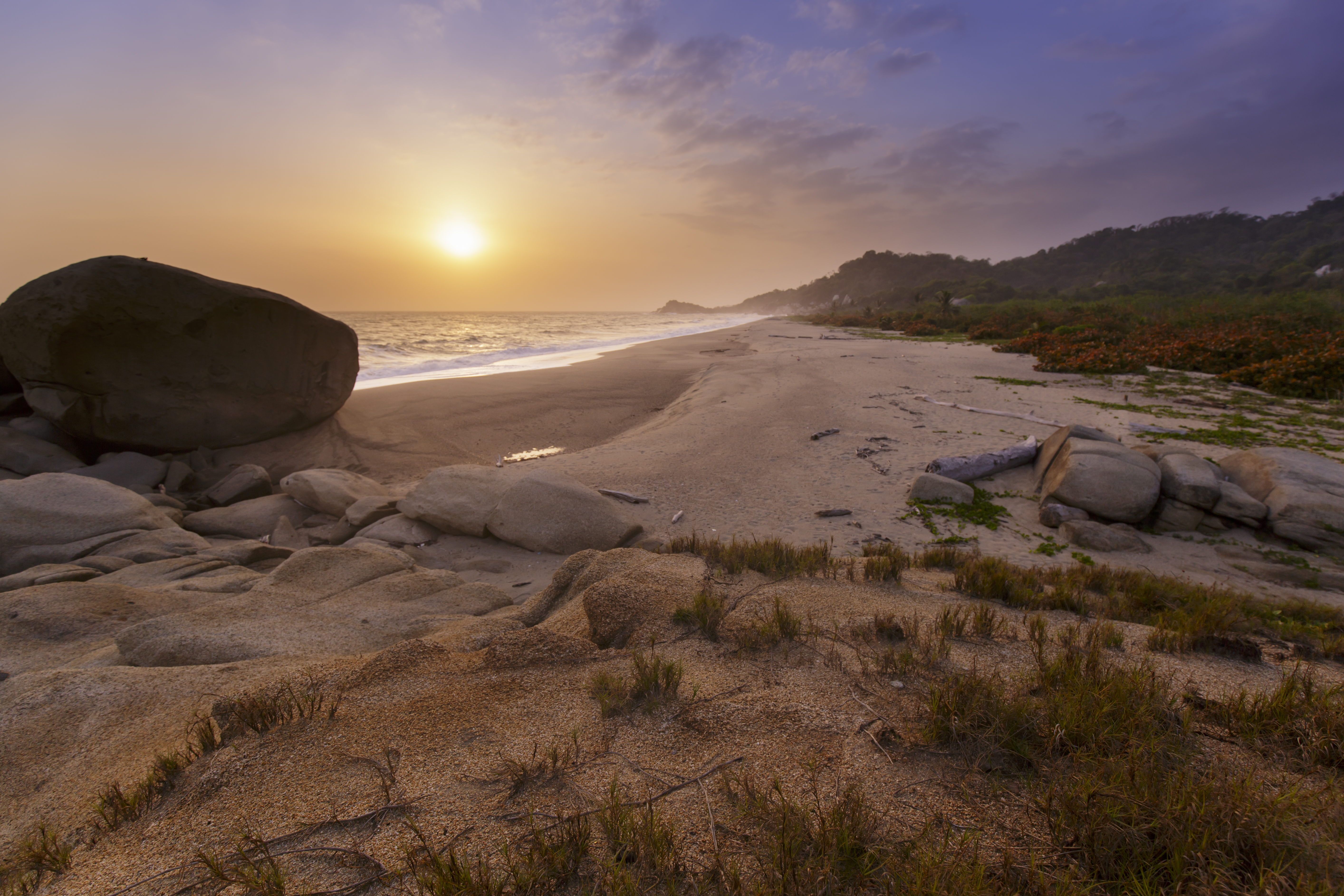
Soleil levant dans le parc national naturel de Tayrona. Avril 2017.

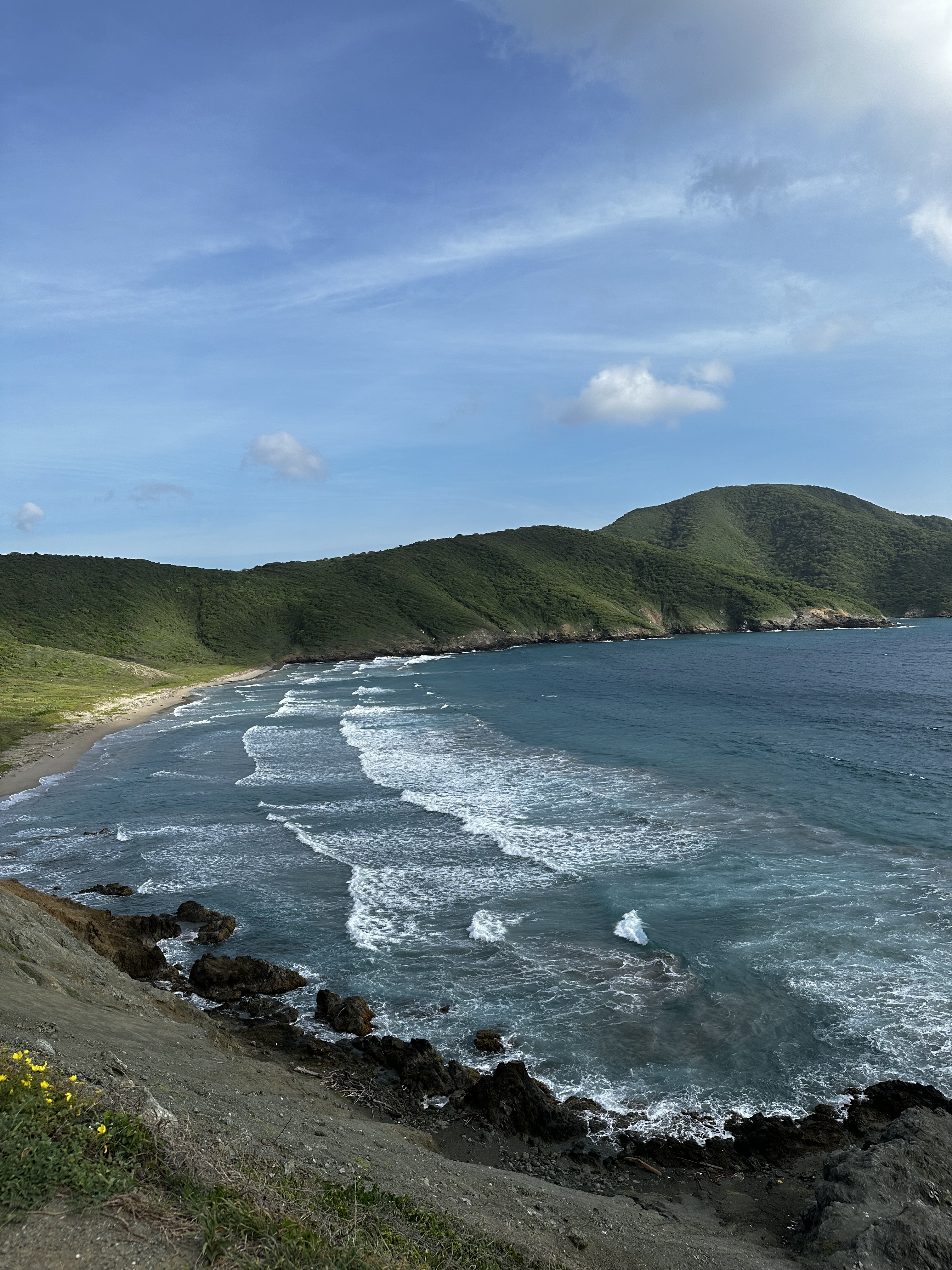
Plage du parc au bord de la route Neguanje. Juillet 2023

Le parc national naturel de Tayrona (espagnol : Parque Nacional Natural Tayrona) est une aire protégée située dans la région caribéenne de la Colombie, dans le département de Magdalena à 34 km de la ville de Santa Marta. Le parc abrite une biodiversité endémique dans les montagnes de la sierra Nevada de Santa Marta. Le parc comprend 30 km2 de zone maritime dans la mer des Caraïbes et 150 km2 de terre.
Avec 211 833 visiteurs en 2009, c'est le deuxième parc national le plus visité de Colombie derrière le parc national naturel des îles coralliennes du Rosaire et de San Bernardo.

## Création
Le parc national naturel de Tayrona fut créé en 1969 par la 191e loi de l'Instituto Colombiano para la Reforma Agraria (INCORA) (en français : Institut colombien pour la réforme agraire) afin de garantir la protection de la région et préserver l'environnement de son écosystème.

## Géographie
La partie terrestre du parc a une superficie de 150 km2. Il est centré sur la municipalité de Santa Marta, dans le département de Magdalena, le long de la côte nord de la Colombie bordant la mer des Caraïbes.
Taganga est dans sa partie la plus méridionale, Sa limite ouest suivant la côte depuis le nord-est en suivant la côte, incluant une bande d'un kilomètre de mer, jusqu'au Río Piedras.[incompréhensible]

## Faune et flore
Des étudiants ont effectué une classification exhaustive des espèces animales vivant dans le parc, qui comprend 108 espèces de mammifères et 300 espèces d'oiseaux. Le hurleur noir, l'oncille, le cerf élaphe et plus de 70 espèces de chauve-souris sont parmi les résidents les plus typiques du parc.
Les 300 espèces d'oiseaux du parc incluent le condor des Andes, le hocco d'Albert, le tocro à front noir, des ortalides, le moucherolle royal. Il y a aussi approximativement 31 espèces de reptiles, 15 espèces d'amphibiens, 202 espèces d'éponges, 471 espèces de crustacés, 96 espèces d'annelidés, 700 espèces de mollusques, 110 espèces de coraux et 401 espèces de poissons de mer ou de rivière.
La flore est constituée de 350 espèces d'algues et plus de 770 espèces de plantes.
Le parc est l'un des trois parcs nationaux colombiens de la mer des Caraïbes ayant des récifs de coraux sur son territoire, les deux autres étant le parc national naturel Old Providence McBean Lagoon et le parc national naturel des îles coralliennes du Rosaire et de San Bernardo.

## Archéologie
Il y a des preuves de l'existence d'anciens campements humains dans la région jusqu'au XVIe siècle. L'endroit possède maintenant des installations pour l'éco-tourisme et le scoutisme, avec des pistes appropriées aux randonnées. Le musée archéologique de Chairama est localisé près du site de Cañaveral, près de l'embouchure du Río Piedras. Les autres sites destinés aux visiteurs sont : le sentier de Los Naranjos, la plage de Castilletes, la plage d'Arrecifes, La Piscina, le Río Piedras et le Cabo de San Juan de Guía.

## Galerie d'espèces

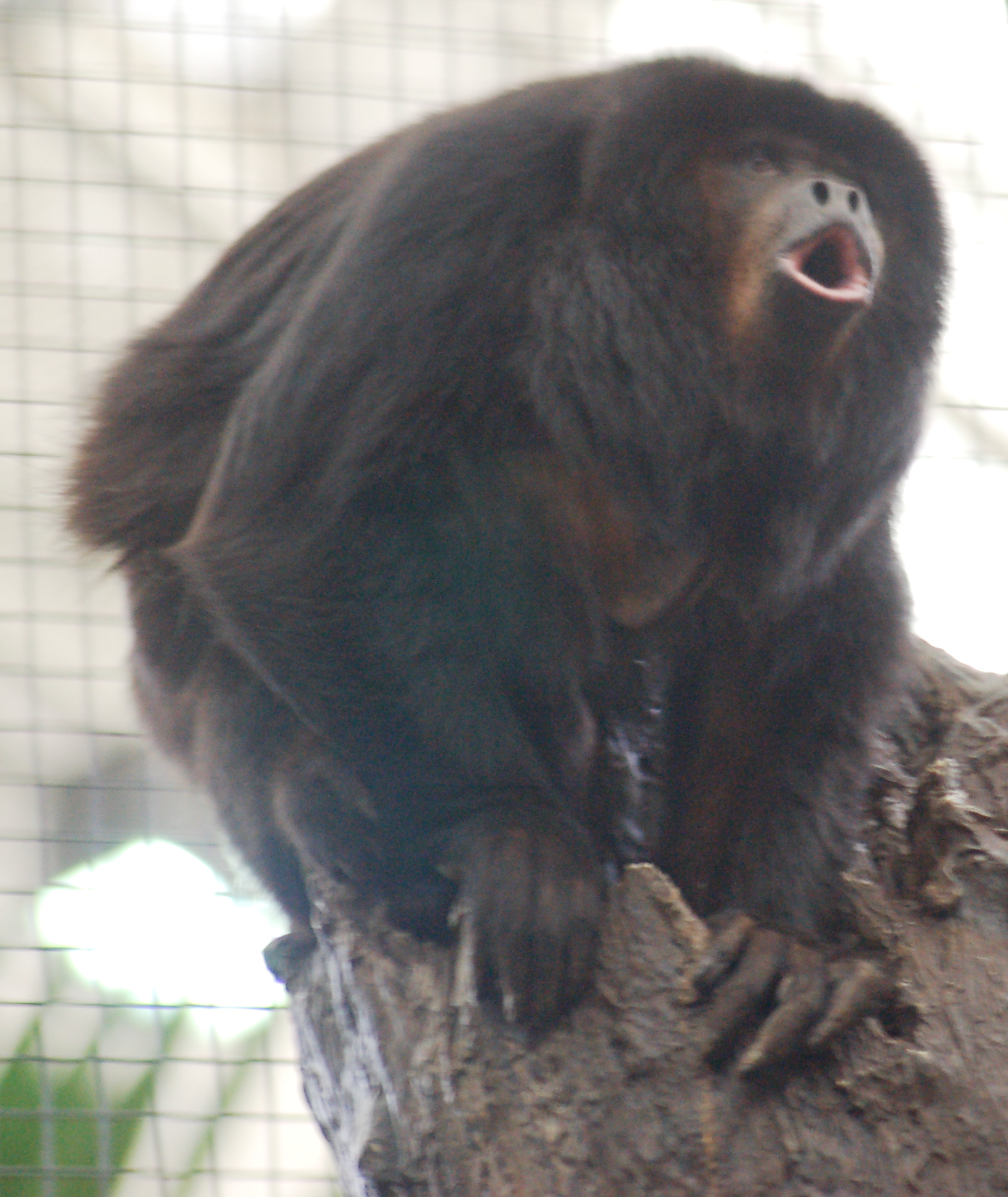
Hurleur noir, en espagnol « Mono aullador ».
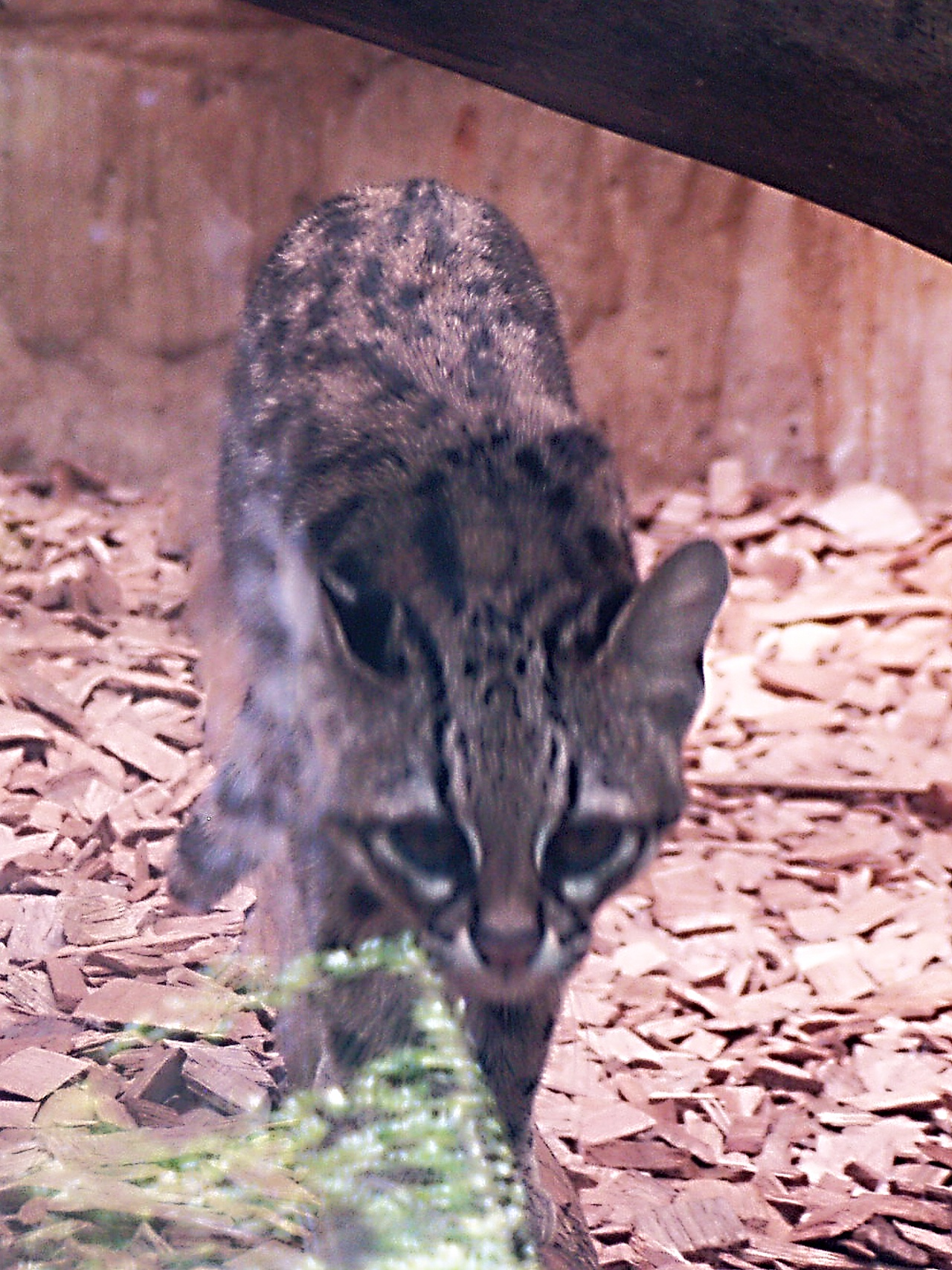
Oncille.